# Lista över feminina ord i svenska språkliga varieteter

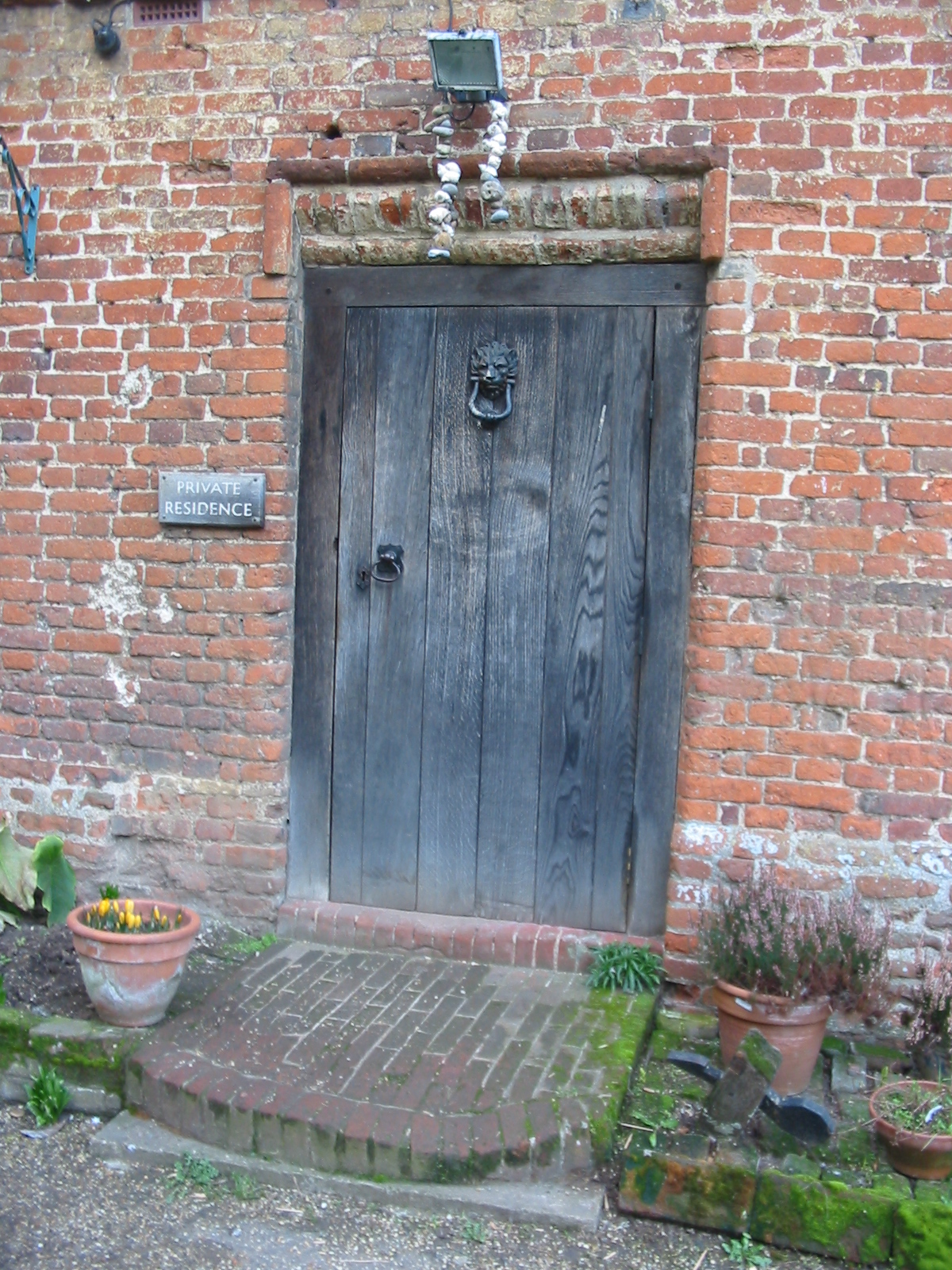
Grammatiskt genus, som har tilldelat ett dött ting som dörr kvinnligt kön i svenska språket, är en annan sak än biologiskt kön.

Feminina ord i svenska språkliga varieteter är en lista över arvord och tidiga lånord som har eller har haft feminint  genus och feminin ordböjning i svenska folkmål eller tidigare nysvenskt riksspråk.
Den alfabetiska listan innehåller huvudsakligen substantiv med oförutsägbart feminint genus. Det stora flertalet av de feminina orden kan genusbestämmas med regler, som tar fasta på ordens slutljud. Dessa regler meddelas nedan.
I standardnysvenska har skillnaden mellan femininum och maskulinum upphävts, och de två grupperna av ord har slagits ihop till utrum (den‑genus). Listan är användbar för studium och inlärande av svenska språkliga varieteter som behållit det ursprungliga genus‑systemet.

## Ursprung
De svenska språkliga varieteterna, såväl folkmålen som det begynnande standardspråket, hade ursprungligen tre grammatiska genera (genus): femininum (kvinnokön), maskulinum (manskön) och neutrum. Substantiv som betecknar döda ting kan ha grammatiskt genus: jord, sol och bok är gamla feminina ord; himmel, väg och sten är gamla maskulina ord. Talarna sade inte ”den” om saker; de nyttjade pronomina hon och han om döda ting: sola (solen) kallades ”hon”, vilket kan ske även i nutida standardsvenska.
Med språkvetenskaplig terminologi säger man att den svenska grammatiska kategorin genus hade tre grammem: maskulinum, femininum och neutrum.
Uppdelningen i tre genera är ett arv från urindoeuropeiskan. De svenska feminina orden har tre huvudkällor:
1. Där finns en kärna av arvord som funnits i språket sedan förhistorisk tid. Dessa ord är korta och konkreta, som hand, och finns ofta i besläktade språk, och har där feminint genus (om sådant finns): engelska hand, tyska die Hand (die = femininum).
2. På medeltiden och senare kom många tyska ord in i svenskan, inledningsvis mest lågtyska, som ankomst; jämför standardtyska die Ankunft. Några av dessa ord behöll eller fick feminint genus i svenska språkliga varieteter inklusive skrivna former av svenska, eftersom femininum då var levande i all svenska.
3. Dessutom inkom ett stort antal ord med klassiskt (latinskt och grekiskt) ursprung. De fåtaliga tidiga lånorden från tiden före Sveriges kristnande har omformats så att de skenbart ser inhemska ut, som mölla (kvarn). Fler ord kom med kristendomen, och har också omformats till att ha samma struktur som inhemska ord: kyrka, mässa. Men den stora inströmningen kom i senare tid med ord som information, astronomi och familj. Dessa senkomna klassiska eller franska ord kan vanligen identifieras som lånord av lekmannen eftersom de har annorlunda betoning och struktur, och känns igen från engelska och andra främmande språk.

I nedanstående lista medtages ord från de två första kategorierna, och de äldsta orden ur den tredje. Nyare lånord med klassiskt ursprung har inte tagits med, av två skäl: dels har de knappast funnits i folkmål, och har alltså knappast utvecklat genuin svensk tillhörighet till feminint och maskulint genus utan har snarare direkt fått realgenus (den‑genus); dels kan feminint och maskulint genus, om det alls funnits, ofta avgöras av dessa ords slutstavelse.

## Utmärkande drag för feminina ord i grammatiken
I de nyare svenska språkliga varieteter som inte har så mycket kasusböjning finns eller fanns framför allt dessa två utmärkande drag för feminina ord:
1. Ett feminint ting eller en person omnämndes med pronomenet hon, som nämnts ovan.[b] I vissa äldre texter kan detta vara det enda tydliga tecknet på att författaren gav feminint genus åt döda föremål, som hos Carl von Linné: ”på norra sidan af Öen, der hon war aldrabrantast”[7].
2. Feminina ord hade ofta egna ändelser, särskilt i talspråk:

A) i bestämd form
sola i götamål och mellansvenska mål,
solena i gränsbygderna Blekinge–Skåne–Småland,
soli på Södertörn,
dock solen som i standardspråket i sydsvenska mål och i några uppsvenska mål;
B) på bestämningsord: öina varma sol = en varm sol i Listers härad.
(Bestämningar är adjektiv och andra ord som är beroende av huvudordet i en nominalfras. I ovanstående exempel har bestämningarna öina och varma ändelser eftersom de styrs av det feminina huvudordet sol.)
I språkliga varieteter med bevarad kasusböjning finns eller fanns ett större antal morfologiska skillnader mellan femininum och maskulinum, vilket beskrivs i specialartiklar som Älvdalska.

## Sexus
Feminint och maskulint genus skall inte förväxlas med sexus.  Sexus är semantiskt (biologiskt) genus; vissa ord betecknar verkligen kvinnliga eller manliga personer:
den gamla gumman – hon
den gamle gubben – han
Dessa ord tillhör i nutida standardsvenska samma grammatiska genus: utrum (den‑genus) – se nedan. Men de har olika sexus; sexus lever alltså i standardsvenska även om de grammatiska genera maskulinum och femininum försvunnit. Sexus påverkar ordböjning och val av pronomen i standardsvenska.

## Sammanfall av femininum och maskulinum till utrum
När genus började förändras i det skrivna och talade riksspråket räknade grammatiker först med fyra grammatiska genera: maskulinum, femininum, reale/realgenus och neutrum. Reale/realgenus kallade man de gamla feminina och maskulina ord, som inte längre kallades hon eller han utan den.
Modern grammatik slår ihop maskulinum, femininum och reale/realgenus till utrum. I standardsvenska och några dialekter har maskulinum och femininum alltså sammanfallit till genuset utrum. Neutrum finns kvar; de två genera utrum och neutrum kallas populärt n‑genus (den bilen) och t‑genus (det huset). 
Utrum i standardsvenska har i stort sett en ordböjning som liknar den gamla maskulina böjningen. I dialekter med tre genus kan man säga stenen (maskulinum) men sola (femininum). I standardspråket säger man stenen och solen. Sammanfallet mellan femininum och maskulinum innebär alltså vanligen att femininum ordböjningsmässigt uppgått i maskulinum, och att pronominet den sedan används om alla före detta maskuliner och femininer. Om en person som talar standardsvenska vill behärska feminint genus (till exempel om personen vill lära en dialekt) behöver vederbörande att lära sig de feminina orden och ändra deras böjning, och säga ”hon” (eller dialektform av ”hon”) om dem.

### Sammanfallets historia
Förändringens historia belyses dels av dels skriftspråket i olika tider, dels uppgifter om det allmänna talspråket som legat till grund för skriftspråket, och slutligen av uppgifter om folkmålen i skilda tider. Uppgifter om äldre talspråk och om äldre folkmål är dock sporadiska eller indirekta. Det material som står till buds visar att tecken på sammanfall av femininum och maskulinum till utrum först kan ses i skrift på 1400-talet, då den sparsamt används för (i synnerhet sakliga) maskuliner och femininer. Under nysvensk tid blev den om saker vanligare. Men detta bruk tillhörde under 1500‐ och 1600‑talen de ”högre kretsarnas” språk (hovet, kansliet och den högre adeln). Folklig, lärd och vitter litteratur hade alls icke eller blott sällan den i stället för han och hon. Bibeln från Gustav Vasas Bibel till Karl XII:s bibel blandade gammalt och nytt: ”gack til haffuet, och kasta vth kroken, och then första fisk tu fåår, tagh. Och när tu läter vp hans munn, warder tu finnandes en penning, then tagh, och få honom vth för migh och tigh” (S. Matthei Euangelium – ”penning” kallas först then, sedan honom).
Under 1700‑talet vann den mark på bekostnad av hon och han. Olof von Dalins tidskrift Then Swänska Argus är en betydelsefull källa från detta tidsskede; den anses inleda den yngre nysvenskan, och den föreligger i såväl handskrift, som i en första (1732–1734) och i en andra upplaga (1754). I handskriften och första upplagan kallas sakord han eller hon i enlighet med Olov von Dalins (förmodade) modersmål, ett folkmål i Halland. Men i andra upplagan (1754) börjar den ersätta han och hon för sakord. I 1734 års lag (som annars var arkaiserande) används den (then) konsekvent i stället för han och hon om sakord.
Denna övergång till ett den-genus i standardspråket fortsatte under 1800‑talet, men först i sjunde upplagan av Svenska Akademiens ordlista (1900) började utgivarna överge den för standardspråket konstlade uppdelningen i maskulinum, femininum och neutrum. I förordet till SAOL 1900 uppges att ett nytt genus uppkommit, som på sista tiden (alltså slutet av 1800‑talet) fått namnet realgenus, betecknat r i ordboken. Realgenus omfattade, enligt SAOL, de icke levande saker om vilka ”de bildade” sade den i stället för han och hon. Av hänsyn till folkmålen och den vacklan som kunde finnas angavs för många ord även det äldre genus, till exempel ”vägg rf.”, som uttyds ”vägg har realgenus eller feminint genus. I åttonde upplagan (1923) försvann dessa sista upplysningar om tregenussystemet ur SAOL.
När folkmålen systematiskt utforskades under slutet av 1800‑talet och början av 1900‑talet fann upptecknarna att den‑genus vunnit stor utbredning i västra Skåne. I större delen av landet hade folkmålen tre genera. I vissa trakter hade folkmålen tre genus icke blott i bruket av pronomina han, hon och det, utan även i ändelser och bestämningsord, som i nordöstskånska bogena (boken) och mina klocke (min klocka). Under 1900‑talet och 2000‑talet har tvågenussystemet spritt sig till den stora folkmajoritetens talspråk i det svenska språkområdet.

## Regler för genusbestämning efter ordslut och ordbildningssuffix

### Oförutsägbar och förutsägbar genustillhörighet
För många ord finns ingen regel som säger huruvida de har eller hade feminint genus; alla sådana ord tas med i listan nedan.
Ett mycket stort antal ord är däremot förutsägbart feminina eftersom de slutar på vissa språkljud eller vissa ändelser. Ord som kan genusbestämmas medelst dessa regler medtages oftast ej i listan, som annars skulle bli mycket lång.
Dessa regler gäller språkliga varieteter (nutida och äldre) som har feminint genus, alltså inte nuvarande standardsvenska. Reglerna gäller i princip alla olika svenska varieteter som har femininum, men standardsvenska former används oftast som referensformer i framställningen.

### Regler
Ett antal ordslut markerar med inga eller få undantag feminint genus:
- Ord som slutar på ‑a och har pluraländelse på ‑or i standardsvenska är feminina: flicka, klocka, lärarinna.[18][19] T‑genusord som  hjärta, schema är självfallet inte feminina. De feminina orden ondska, grönska, spetälska och ära har sällan pluralform, men om man försöker bilda en pluralform säger språkkänslan att pluraländelsen skulle vara ‑or. Hit hör även plurale-tantum-ord på ‑or, som icke eller sällan förekommer i singularis: byxor.

- Substantiv som bildats av verb med suffixet ‑an är feminina:[18][19] till exempel fruktan av frukta, vidare längtan, ansökan och så vidare.

- Ord på ‑het är feminina:[18][19] dumhet, frihet.

- Ord på ‑else är i allmänhet feminina.[18][19] Undantag är de maskulina bakelse, blåelse[c] hackelse och stärkelse, samt självfallet neutrala ord som fängelse.[18][19] (I vissa folkmål är alla icke‑neutrala ord på ‑else feminina.[20])

- Ord på ‑sel är i allmänhet feminina. Undantag är de konkreta neutrala orden betsel, fängsel, stängsel,[19] vilkas neutrala genus gör dem lätta att särskilja.

Dessutom finns en stor grupp ord som slutar på ‑ing, där reglerna är mer komplicerade. En tumregel är att abstrakta ord oftast är feminina, medan konkreta ting som man kan ta på är maskulina. Undantag finns, som att drottning är feminint. När man tillämpar regeln att abstrakta ord vanligen är feminina, måste man tänka på att många abstrakta ord fått konkreta betydelser utan att ändra genus till maskulinum: klänning (tidigare abstrakt betydelse ”klädning”, att kläda), rustning (abstrakt betydelse ”att utrusta”).
Orden på ‑ing kan delas in i ord på ‑ning, ord på ‑ling, och övriga ord på ‑ing (som alltså inte slutar på ‑ning eller ‑ling).
- Ord som slutar på ‑ning är oftast feminina:[18][19] fyllning, tidning[d]. Slutar ordstammen med ‑n‑, döljer stavningen att ändelsen är ‑ning. Sådana feminina ord är: aning, belåning, bemanning, ordning, mening (mieningg är dock oftast maskulint i älvdalska[22]). Undantag mot regeln att ‑ning‑ord är feminina är att härstamningsord som smålänning, och dessutom enhörning och andra ord på ‑hörning,[3] och hedning, galning och penning[21] är maskulina.[21] Samtliga ord i föregående mening har ‑n‑ som tillhör ordstammen; orden slutar alltså egentligen inte på suffixet ‑ning utan på ‑ing. I nysvenska är tinning (ursprungligen sammansatt av två substantiv)[3] och tärning[3] ibland maskulina; tärning var möjligen ibland maskulint redan i fornsvenska.

- Abstrakta ord på ‑ling som förvandling[3], handling[18] (som har ‑l från ordstammen) är feminina efter tumregeln. Maskulina är de konkreta orden på ‑ling: brylling,[3] dymling,[3] grävling,[3] gröngöling,[3] myling,[3] myndling,[21] pyssling,[3] sjukling,[21] syssling,[3] usling,[3] yngling[21].

- Följande regel gäller övriga ord på ‑ing (som inte slutar på ‑ning och ‑ling). Ord på ‑ing som näring är oftast feminina. Undantag är de maskulina fästing,[3] geting,[3] köping,[3] niding,[3] röding,[3] viking[3], äfsing[23] och härstamningsord på ‑ing (som närking). Viking i betydelsen vikingatåg är dock feminint.[3]  Neutrala ord som beting och livgeding är givetvis inte feminina.[e] De nyaste lånorden på ‑ing (icing, mobbing) har inget annat genus än utrum, om man inte undersöker hur folkmålstalare som älvdalingar behandlar sådana ord.

Förutom ovanstående åtta regler finns regeln att substantiv som är avledda av verb och adjektiv medelst ‑d, ‑t, ‑st, ‑est är feminina: dygd (av duga), längd (lång), dräkt (av draga, som förut betydde ”bära”; gammalstavning var ”drägt”), mängd, färd, intäkt med flera. Undantag är blåst, jäst, törst, tingest och ibland mäld. Denna regel kräver dock för mycket etymologisk och filologisk kunskap för att dessa feminina ord skall kunna täckas av en lättanvänd regel; de medtages i stället i listan nedan.

### Regler för ändelser och ord från främmande språk
Icke‑germanska lånord från latin, grekiska, franska och andra avlägsnare språk har oftast inte haft en sådan tidig spridning i talspråk så att de fått feminint (eller maskulint) genus. Sådana ord medtages ej i listan, men regler om dessas genus som fanns i tidigare nysvenska grammatikböcker meddelas här.
- Främmande ord som slutar på betonat ‑i (anarki, despoti) räknades i tidigare nysvensk grammatik som feminina.[18][19]
- Främmande ord som slutar på betonat ‑ik (botanik, systematik) räknades i tidigare nysvensk grammatik som feminina.[19][f]
- Främmande ord på ‑tion och ‑ion (information, religion) räknades i tidigare nysvensk grammatik som feminina.[18][19] Dessa ord blev i de flesta fall inte folkliga ord i folkmålen. I en nutida levande dialekt som älvdalska räknas informasiuon och relijuon som maskulina.[22]
- Främmande ord som slutar på betonat ‑tet (anonymitet, solidaritet) räknades i tidigare nysvensk grammatik som feminina.
- Främmande ord som slutar på betonat ‑ur (natur, konjunktur) räknades i tidigare nysvensk grammatik som feminina.[19][g] Den etymologiskt besläktade franskpåverkade slutstavelsen ‑yr (som i karikatyr) medför också feminint genus, i den mån sådana lånord haft annat än realgenus i svenskan. Porfyr är maskulint; slutstavelsen kommer inte från latinska ‑ura (franska ‑ure). Några lånord som lektyr anges i ordböcker kunna ha maskulint genus, i strid mot ordens genustillhörighet i de långivande franska och tyska språken.
- De latinska och franska kvinnliga ändelserna ‑tris och ‑ös (direktris, dansös) ger feminint genus. Hit hör de skenbart okvinnliga tekniska orden matris och kuvös, som har att göra med mater (moder) och med ligghöna (franska couveuse, ”ligghöna”, ”äggkläckningsmaskin”, till verbet couver, ”ligga på ägg”).[3] Det skenbart okvinnliga fritös var ursprungligen en kvinnlig anställd som friterade mat.[24]

Dessutom har ett antal mer eller mindre skriftspråkliga ord som inte slutar med nyssnämnda ändelser ansetts vara feminina. Det är i många fall ovisst huruvida dessa ord hunnit utveckla feminint genus eller fått realgenus redan vid inlånandet:
alg, elefantiasis, entré, emfas, eminens, epålett, eternell, etik, evidens, exeges, familj, fanerogam, famakopé, finess, furie, galeas, genesis, historiett, idé, index (nu neutralt, tidigare maskulint eller feminint), indolens, instans, intelligens, karess, lektyr (även maskulint), lian (även maskulint), linje, meliss, menad, notis, nymf, observans, ode (nu neutralt, tidigare feminint eller maskulint), parce, parentes, patiens, penitens, polis (även maskulint), posityr, potens (även maskulint), potentill, radix, reson (även maskulint), sabaadill, serie, spiral (även maskulint), tant, tumlett, viol, vy,.
Bland dessa främmande ord har kvinnobetecknande ord (menad, nymf) starkare feminint genus på grund av sexus.

### Kortfattad regel
På kortast möjliga sätt kan följande sammanfattning ges för vilka svenska substantiv som är feminina.
Bland de ord som nu är utrala i standardsvenska, inklusive folkmålsord som skulle uppfattas som utrala i standardsvenska, är eller var dessa feminina:
- Alla ord i nedanstående lista.
- Alla ord på ‑a med pluralis på ‑or; alla ord på ‑het; alla ord på ‑sel; alla ord som bildats med suffixet ‑an på verb.
- Alla ord på ‑else utom bakelse, blåelse, hackelse och stärkelse (folkmål kan sakna de fyra undantagen).
- Alla ord på ‑ing utom: 
  - inbyggarbeteckningar som avletts av geografiska namn;
  - hedning, galning, penning, möjligen tinning och tärning, och ord på ‑hörning;
  - brylling, dymling, grävling, gröngöling, myling, myndling, pyssling, sjukling, syssling, usling, yngling;
  - fästing, geting, köping, niding, röding, viking, äfsing.
- Med viss tvekan: ett antal ursprungligen latinsk‑grekisk‑franska feminina ord, inklusive alla ord på betonat ‑i, ‑ik (utom mosaik och möjligen relik och rubrik), ‑ion, ‑tet, ‑ur (utom – möjligen – diktatur), ‑yr (utom porfyr)  samt orden i listan i närmast föregående stycke (alg–vy).

## Alfabetisk lista
Nedanstående lista innehåller feminina svenska ord i alfabetisk ordning. Den är komplett för standardsvenska; av folkmålsord som inte finns i standardsvenska meddelas ett urval.
Ord tas med om de inte kan genusbestämmas av en svensktalande med lättfattliga regler; den ”lista” som artikelnamnet utlovar består alltså dels av en verklig lista nedan, dels av ovan beskrivna regler, med vilka man kan genusbestämma tusentals feminina ord.
Ordens genustillhörighet har varit tämligen likartad i olika svenska språkliga varieteter; avvikande genustillhörighet i olika varieteter kommenteras i listan.
Den standardsvenska formen av varje ord meddelas som referensform; ett ords folkmålsformer medtages vanligen ej. När folkmålsord har en vedertagen standardsvensk form, meddelas den som referensform. När ett folkmålsord icke har använts i skriven standardsvenska, meddelas en folkmålsform som referensform. Folkmålsord utmärks med grön bakgrund i tabellen.
Standardsvenska ord som kan genusbestämmas med en regeln att substantiv på ‑a, pluralis ‑or, är feminina, tas oftast inte med i listan, men ovanliga sådana ord tas med, liksom folkmålsord, eftersom de kan antagas vara okända för många standardsvensktalande. Plurale tantum‑ord tas med. Ovanliga ord som egentligen kunde genusbestämmas med sitt utljudande ‑a, och ord som kunde genusbestämmas med sin plurale tantum‑ändelse ‑or, utmärks med grå bakgrund i tabellen.
Sammansatta ord har alltid genus efter senare leden (pojkflicka skulle vara feminint om standardsvenska hade femininum), så sammansatta ord tas inte med. Av samma skäl tas sammansatta ord som har en förled som inte är ett självständigt ord (som tvedräkt) inte med; senare ledet bestämmer genus.
Moderna lånord som i någon svensk språklig varietet givits feminint genus har ej medtagits. Ord som i fornsvenska var svaga maskuliner på ‑e, men i standardsvenska (och ibland i folkmål) blivit femininer på ‑a genom ackusativism, har samlats i en särskild lista.

### A
| Ord                      | Anmärkning |
| ------------------------ | --- |
| agn                      | |
| al                       | |
| alm                      | |
| aln                      | |
| and (fågel)              | |
| and (brådtid i jordbruk) | |
| andakt                   | Lånord (1600‑talet) som även kunde uppfattas som maskulint.                                                                |
| ankomst                  | Jämte alla andra ord på ‑komst.                                                                                            |
| ans                      | Maskulint enligt Svenska Akademiens ordbok. och i sydsvenska mål; uppgiften hos Anders Fredrik Dalin är troligen felaktig. |
| anstalt                  | Lånord från 1600‑talet. |
| ask (träd)               | Ask för förvaring är maskulint.                                                                                            |
| asp                      | |
| avund                    | |

### B
| Ord                     | Anmärkning |
| ----------------------- | --- |
| baldersbrå              | |
| bannor (plurale tantum) | |
| bikt                    | |
| björk                   | |
| blygd                   | |
| blånor (plurale tantum) | |
| bod                     | |
| bok (träd)              | |
| bok (skrift)            | |
| bomull se ull           | |
| bot                     | |
| bragd                   | Huvudsakligen lånord. |
| bredd                   | |
| brist                   | |
| bro                     | |
| brud                    | |
| brunst                  | |
| brygd                   | |
| bygd                    | |
| byr ”börda”             | Folkmålsord i bland annat Listers härad. Av fornsvenska byrþ; folkmål har behållit den ursprungliga starka formen, medan riksspråket ändrat till svag form. |
| bår                     | |
| bön                     | |

### D
| Ord                | Anmärkning                                                                |
| ------------------ | ------------------------------------------------------------------------- |
| delo               | Ofullständigt substantiv i uttrycket ”i delo”. Grundformen dela är utdöd. |
| dikt               | Ytterst av latinskt ursprung.                                             |
| domvärjo se värjo  |                                                                           |
| dotter             |                                                                           |
| drift              | Även sammansättningar som ”bedrift”.                                      |
| dräkt              | Även maskulint                                                            |
| drög (arbetskälke) | Även maskulint i nysvenska.                                               |
| dygd               |                                                                           |
| däka (flicka)      | I sydsvenska folkmål.                                                     |
| dörr               |                                                                           |

### E
| Ord                             | Anmärkning                        |
| ------------------------------- | --------------------------------- |
| ek                              |                                   |
| eker, äldre ekra, flertal ekrar |                                   |
| elm (strandråg)                 | SAOB:s huvudform helm, maskulint. |
| en                              |                                   |

### F
| Ord                     | Anmärkning |
| ----------------------- | --- |
| faggor (plurale tantum) | I standardsvenska endast i prepositionsfras i bestämd form pluralis. |
| fart                    | |
| faster                  | |
| fe                      | Från franskan. |
| fegd                    | Förhållandet att någon är bestämd att dö; förebud om någons död. I folkmål. ”Men förebå, dä tror ho på. Ho såg själv fegda (= fegden) i Bockträsk. Ett barn låg sjukt i en stuga ve sjön. En dag såg ho som en sol på vattne mitt för dä ställe. Dan etter dödd dä barne.” |
| fejd                    | |
| flagg                   | |
| flo (lager)             | I folkmål. |
| flod                    | |
| flykt                   | |
| flärd                   | |
| fock                    | |
| frakt                   | |
| frejd                   | |
| fru, jungfru            | |
| frukt                   | |
| frånvaro                | Alla ord på ‑varo (som närvaro, tillvaro) är oblik kasusform av ursprungliga nominativer på ‑vara. |
| fröjd                   | |
| fröken                  | |
| fukt                    | Även maskulint. |
| fångst                  | |
| färd                    | |
| följd                   | |
| förgätmigej             | |

### G
| Ord   | Anmärkning                                                              |
| ----- | ----------------------------------------------------------------------- |
| get   |                                                                         |
| gift  | Alla sammansättningar som avgift, uppgift med flera.                    |
| gikt  |                                                                         |
| gjord |                                                                         |
| gnet  |                                                                         |
| gran  |                                                                         |
| grav  |                                                                         |
| gren  | Även maskulint.                                                         |
| grind |                                                                         |
| grop  |                                                                         |
| gunst |                                                                         |
| gås   |                                                                         |
| gäld  | Ursprungligen neutralt.                                                 |
| gärd  | Även utgärd, åtgärd och andra ord på ‑gärd. Sjötermen gärd är maskulin. |

### H
| Ord                           | Anmärkning                                                                         |
| ----------------------------- | ---------------------------------------------------------------------------------- |
| halster (folkmål för jolster) | Maskulint enligt SAOB.                                                             |
| hamn (båtplats)               | Maskulinum eller femininum i nysvenska; femininum i fornsvenska och i göteborgska. |
| hall (i byggnad)              | Även maskulint.                                                                    |
| hall (klippa)                 | Även maskulint.                                                                    |
| hand                          |                                                                                    |
| harv                          |                                                                                    |
| hast                          |                                                                                    |
| hed                           |                                                                                    |
| hejd                          |                                                                                    |
| helg                          |                                                                                    |
| hen (brynsten)                | I folkmål.                                                                         |
| hind                          |                                                                                    |
| hjälp                         |                                                                                    |
| hud                           |                                                                                    |
| huld                          | Även maskulint.                                                                    |
| hundsfott                     |                                                                                    |
| hustru                        |                                                                                    |
| hven, se ven                  |                                                                                    |
| hytt                          | Även maskulint.                                                                    |
| hägg                          |                                                                                    |
| hälft                         |                                                                                    |
| häll                          |                                                                                    |
| hämnd                         |                                                                                    |
| härv (räfsa)                  |                                                                                    |
| höft (ungefärlighet)          | Även maskulint.                                                                    |
| höft (kroppsdel)              | Även maskulint.                                                                    |
| höjd                          |                                                                                    |

### I
| Ord          | Anmärkning              |
| ------------ | ----------------------- |
| id (syssla)  | Id (fisk) är maskulint. |
| id (idegran) |                         |
| inledsen     |                         |

### J
| Ord  | Anmärkning |
| ---- | ---------- |
| jakt |            |
| jord |            |
| jul  |            |

### K
| Ord         | Anmärkning                                             |
| ----------- | ------------------------------------------------------ |
| ked (kedja) |                                                        |
| kind        |                                                        |
| klo         |                                                        |
| klyft       |                                                        |
| ko          |                                                        |
| konst       |                                                        |
| kraft       | Maskulint eller feminint.                              |
| kvarn       |                                                        |
| kved        | I fornsvenska maskulint, i nysvenska stundom feminint. |
| köld        |                                                        |

### L
| Ord                               | Anmärkning |
| --------------------------------- | --- |
| lag                               | Ursprungligen neutrum pluralis; stundom maskulinum.                                                                                 |
| lagna                             | Sidoform till lagn (neutrum), hopknutna fisknät på rad.                                                                             |
| last (börda)                      | Även maskulint. |
| led (trafikstråk)                 | Ordet led ”en av flera hopfogade delar” eller ”punkten varest delar sitter ihop” är ett maskulint ord.                              |
| ledd?                             | Om ordet ledd (dimension, riktning) råder källbrist eftersom ordet glömdes bort i svenska ordböcker fram till slutet av 1900‑talet. |
| lejd                              | Även maskulint. |
| lever                             | |
| lid                               | |
| lind                              | |
| list (kant)                       | |
| list (knep)                       | |
| lit                               | |
| locke (folkmål laucke, spindel)   | I Lister härads folkmål; i detta mål har svaga femininer utljudande ‑e. I fornsvenska var ordet maskulint.                          |
| lumpor (plurale tantum)           | Entalsformen lumpa ej gängse. |
| lus                               | |
| lust                              | |
| lut                               | Stundom maskulint i nysvenska. |
| längd                             | |
| lögn                              | |
| lön                               | |
| lönn (träd)                       | |
| lönn (i lönn)                     | |
| lösen                             | |
| löt (betesmark)                   | Mest i folkmål. |
| löt (del av hjulringen i trähjul) | Oftast maskulint. |

### M
| Ord           | Anmärkning                                                                                      |
| ------------- | ----------------------------------------------------------------------------------------------- |
| makt          | Från medelnordtyska.                                                                            |
| man (på häst) |                                                                                                 |
| mark (område) |                                                                                                 |
| mark (mynt)   |                                                                                                 |
| mast          | Oftare maskulint.                                                                               |
| mil           | Även maskulint.                                                                                 |
| misskund      | Även maskulint.                                                                                 |
| missne        | Även maskulint.                                                                                 |
| mjuna         | Jordart av sandblandad lera. Folkmålsord från Ångermanland; lokalt uttal mjune.                 |
| mjölk         |                                                                                                 |
| moder, mor    |                                                                                                 |
| moster        |                                                                                                 |
| mull          | I fornsvenska feminint, i nysvenska stundom maskulint.                                          |
| mullvad       | Även maskulint.                                                                                 |
| mus           |                                                                                                 |
| must          | I fornsvenska maskulint, i nysvenska stundom feminint.                                          |
| mäld          | Säd som skall malas; ordet har sedan fornsvenskan haft både en feminin och en maskulin variant. |
| mäld          | Ett nu icke gängse ord för mått.                                                                |
| mängd         |                                                                                                 |
| märr          |                                                                                                 |
| mö            |                                                                                                 |

### N
| Ord                                 | Anmärkning |
| ----------------------------------- | ---------- |
| natt                                |            |
| nejd                                |            |
| nos                                 |            |
| not (fiskeredskap)                  |            |
| not (musiktecken; skriftanmärkning) |            |
| nåd                                 |            |
| nål                                 |            |
| nämnd                               |            |
| näpst                               |            |
| nöd                                 |            |
| nöt                                 |            |

### O
| Ord               | Anmärkning                     |
| ----------------- | ------------------------------ |
| olla (med å‑ljud) | Torklåda för frukt.            |
| orsak se sak      |                                |
| oväld             | Till ett nu ovanligt ord väld. |

### P
| Ord             | Anmärkning                                                                                                  |
| --------------- | --- |
| palm            | Oftare maskilint.                                                                                           |
| pil (träd)      | Även maskulint.                                                                                             |
| pinje           | Även maskulint.                                                                                             |
| plikt           | Plikt (båtdäck) vanligen maskulint.                                                                         |
| poppel          | Även maskulint                                                                                              |
| prakt           | Även maskulint                                                                                              |
| prydna, prydnad | Den äldre formen prydna i fasta uttrycket i sin prydno med oblikt kasus är feminin; prydnad även maskulint. |

### R
| Ord                                             | Anmärkning |
| ----------------------------------------------- | --- |
| rad                                             | |
| rand                                            | Även maskulint. |
| rast                                            | |
| red                                             | I nusvenska icke gängse ord med betydelsen ”anfall till häst, färd med häst”; engelska kognaten raid/räd är inlånad och icke feminin. |
| redd                                            | |
| regel (rättesnöre)                              | Även maskulint. Ordet som betyder ”tvärslå" enbart maskulint.                                                                         |
| rem                                             | |
| ren (kant på väg eller åker)                    | Djuret ren är maskulint. |
| rev                                             | |
| rid                                             | 1) anfall av affektbetonat sinnestillstånd 2) tidsrymd; förut i riksspråk, senare blott i folkmål.                                    |
| ro (vila)                                       | |
| ro (höft)                                       | Det ovanliga ro har ofta den neutrumartade pluralisformen ro, bestämd form rona.                                                      |
| ros                                             | |
| rot                                             | |
| run                                             | Den ursprungliga formen av ordet runa; pluralform runer.                                                                              |
| rymd                                            | |
| rå (på båt eller rågång)                        | |
| rå (rådjur)                                     | Nu ofta neutralt. |
| råk                                             | |
| räfst                                           | Ordet ”räfst” med juridisk betydelse är feminint. Det ovanliga ordet ”räfst” med betydelsen ”ihopräfsning” är maskulint.              |
| rö                                              | Strå av växt; även neutralt. |
| röie, röi (med grav accent), samling av verktyg | Listers härads folkmål. Skulle på standardsvenska motsvara reda. Av fornsvenska neutrala reþe, som i folkmål blivit feminint.         |
| rönn                                            | |
| röst                                            | Även maskulint: förutom det feminina röst fanns fornsvenska maskulina röster (entalsform).                                            |

### S
| Ord                       | Anmärkning |
| ------------------------- | --- |
| saft                      | Oftare maskulint.                                                                                                 |
| sak                       | Även orsak är feminint.                                                                                           |
| salad                     | |
| sax                       | |
| sekt                      | Sekt (dryck) är maskulint.                                                                                        |
| sikt (syn)                | Även maskulint. Sikt ”såll” är maskulint.                                                                         |
| sill                      | |
| själ                      | |
| slakt                     | Även maskulint.                                                                                                   |
| skam                      | |
| skal                      | I fornsvenska var ordet maskulint, feminint eller neutralt. I folkmål kan ordet vara feminint.                    |
| skank (del av djurs ben)  | |
| sked                      | |
| skrift                    | |
| skuld                     | |
| skulor (plurale tantum)   | |
| skygd                     | Även maskulint.                                                                                                   |
| skyld                     | |
| skrå (stadga)             | Skrå (yrkesförening) är nu neutralt, men i den äldre betydelsen ”stadga” (för sammanslutning) var ordet feminint. |
| skrömt, skrymt            | Övernaturliga väsen, vanligen neutralt, men i kollektiv användning även feminint.                                 |
| skål                      | |
| slev                      | |
| slind (folkmålsord)       | I folkmål ’sida’; tidigare även i riksspråk.                                                                      |
| slå (ödla)                | |
| slå (konstruktionsdetalj) | Även maskulint.                                                                                                   |
| slån                      | |
| släkt                     | |
| slätt (geografiskt)       | |
| slätt (folkmålsord)       | I folkmål slåtterdagsverke, slåttermark; garn som inslås vid vävning.                                             |
| slöjd                     | |
| snedd                     | Även maskulint.                                                                                                   |
| snodd                     | Även maskulint.                                                                                                   |
| so                        | |
| socken                    | |
| sol                       | |
| sorg                      | |
| spärr (taksparre)         | I folkmål; även neutrum.                                                                                          |
| spilla                    | Nu endast i till spillo, med ursprunglig oblik kasusform spillo av ursprunglig nominativ spilla.                  |
| spåna                     | Annan form av spån i folkmål och äldre svenska.                                                                   |
| spång                     | |
| stek                      | Även maskulint.                                                                                                   |
| strand                    | |
| sto                       | Folkmål för nedersta lagret kärvar i stack med kärvar som skall tröskas.                                          |
| stund                     | |
| stång                     | |
| sud                       | Brädklädnad i stugtak eller på skeppssida. Plural suder eller sudar.                                              |
| sult, sylt                | Ovanligt ord för svält; maskulint eller feminint. Jämför skånska ordet sulten.                                    |
| svicka                    | Ovanligt ord för plugg i laggkärl (”Fiskafänget” i Bombi Bitt och jag).                                           |
| sviga                     | Böjning, sviktning; böjlig vidja; mest i folkmål.                                                                 |
| syll                      | Även maskulinum. Det ovanliga syll (svullnad) är maskulint.                                                       |
| syn                       | Stundom maskulint i nysvenska, men feminint i älvdalska.                                                          |
| synd                      | |
| syster                    | |
| såda                      | Avfallsprodukt vid malning.                                                                                       |
| såg                       | |
| såt                       | Område som avjagas vid omgång av drevjakt. Även maskulint. Jämför försåt, som är neutralt i standardsvenska.      |
| säd                       | |
| sälg                      | |
| säng                      | |
| söcken                    | |

### T
| Ord            | Anmärkning                                                                |
| -------------- | ------------------------------------------------------------------------- |
| tall           | Även maskulint.                                                           |
| tand           |                                                                           |
| tarv           | Nu neutralt, i äldre nysvenska feminint med pluralis tarver eller tarvar. |
| tid            | Även maskulint.                                                           |
| tjänst         |                                                                           |
| tolft          | Även maskulint.                                                           |
| tomt           | Även maskulint.                                                           |
| tro            | Även maskulint.                                                           |
| tryga, truga   | Äldre ord för enkel snösko.                                               |
| träggjan       | Igelknopp.                                                                |
| tröst          |                                                                           |
| tua            | Nu icke gängse synonym till tvåa.                                         |
| tukt           | Även maskulint.                                                           |
| tunga (börda)  |                                                                           |
| tvist (osämja) | Oftare maskulint.                                                         |
| tyngd          |                                                                           |
| tång (verktyg) |                                                                           |
| tå             |                                                                           |
| täkt           | Alla sammansättningar som grustäkt, självtäkt.                            |
| töjd           | Nu icke gängse synonym till töjning: ”ge töjd”.                           |
| tös            |                                                                           |

### U
| Ord      | Anmärkning                                                  |
| -------- | ----------------------------------------------------------- |
| ull      | Även bomull, ursprungligen ett sammansatt ord (bom = träd). |
| upptäckt |                                                             |

### V
| Ord                       | Anmärkning                                                                                                   |
| ------------------------- | --- |
| vad (kroppsdel)           | |
| vad (fiskenot)            | |
| vad                       | Nu ej använd kortform av mullvad. Även maskulint.                                                            |
| vak                       | |
| vakt                      | Även maskulint.                                                                                              |
| ven (gräs, tidigare hven) | |
| vidd                      | |
| vik                       | Även maskulint i nysvenska.                                                                                  |
| vikt                      | Även maskulint i nysvenska.                                                                                  |
| vinst                     | |
| viol                      | Även maskulint.                                                                                              |
| vist                      | Mat, i visthusbod.                                                                                           |
| vrå                       | Även maskulint.                                                                                              |
| vråk (isråk eller isvall) | Även maskulint. Vråk (fågel) är maskulint.                                                                   |
| våd                       | |
| våg (viktmätare)          | Även maskulint i nysvenska.                                                                                  |
| våg (bölja)               | Ett lågtyskt lånord. Ett besläktat inhemskt ord våg är maskulint och lever endast i sammansättningen våghål. |
| våm                       | Maskulint eller feminint.                                                                                    |
| vån                       | |
| vår                       | |
| vägg                      | |
| väkt                      | |
| värjo, domvärjo           | Oblik kasusform av värja.                                                                                    |
| värld                     | |
| växt                      | |

### Y
| Ord    | Anmärkning |
| ------ | ---------- |
| ynnest |            |

### Å
| Ord       | Anmärkning                                            |
| --------- | ----------------------------------------------------- |
| å         |                                                       |
| åder      |                                                       |
| ångest    | Även maskulint.                                       |
| återvändo | Kasusform av ett nu icke gängse substantiv återvända. |
| åtrå      | Till ett nu icke gängse ord trå ”längtan”.            |

### Ä
| Ord       | Anmärkning |
| --------- | --- |
| ägo, ägor | Grundformen äga är mindre vanlig utom i sammansättningar som inäga; ordet finns i uttrycket ”i min ägo” (stelnad kasusform) och i pluralis ”ägor”. |
| älv       | |
| äng       | |
| ärm       | |
| ärt       | |
| ätt       | |

### Ö
| Ord | Anmärkning |
| --- | ---------- |
| ö   |            |
| ört |            |

## ”Falska” femininer som uppstått genom ackusativism
Ackusativism är, att den forna ackusativformen blivit grundform. När svaga maskulina substantiv på ‑e/‑i fått grundform på ‑a, har genus ändrats till femininum genom systemtvång. Folkmål har ofta bevarat en maskulin form av dessa ord.
| Ord    | Anmärkning |
| ------ | --- |
| galla  | Av fornsvenska galle. Folkmål har bevarat maskulint genus.                                                                     |
| gröda  | Av fornsvenska grödhe(motsvarande standardsvenska ”gröde”.). Folkmål har bevarat maskulint genus.                              |
| hetta  | Av fornsvenska hiti, hete (motsvarande standardsvenska ”hette”). Folkmål har bevarat maskulint genus.                          |
| hjärna | Av fornsvenska hiärne (motsvarande standardsvenska ”hjärne”, jämför namnet Urban Hjärne). Folkmål har bevarat maskulint genus. |
| låga   | Av fornsvenska loghi, lughi (motsvarande standardsvenska ”låge”). Folkmål har ofta bevarat maskulint genus.                    |
| penna  | Det gamla latinska lånordet penna fick i nordiska fornspråk maskulin form, pänne. Folkmål har bevarat maskulint genus.         |
| skada  | Av fornsvenska skaþi(motsvarande standardsvenska ”skade”.). Folkmål har bevarat maskulint genus.                               |
| skugga | Av fornsvenska skugge. Folkmål har bevarat maskulint genus.                                                                    |
| vana   | Av fornsvenska vani (motsvarande standardsvenska ”vane”.) Folkmål har bevarat maskulint genus.                                 |
| vilja  | Av fornsvenska vili (motsvarande standardsvenska ”vilje”). Folkmål har bevarat maskulint genus.                                |
| vånda  | Av fornsvenska vandi (motsvarande standardsvenska ”vånde”). Folkmål har bevarat maskulint genus.                               |